# Pandemic – Fear the Dead
Pandemic – Fear the Dead (auch Viral) ist ein US-amerikanischer Science-Fiction-Horrorfilm aus dem Jahr 2016.

## Handlung
Dr. Lauren Chase, die in einem Labor in New York City am Impfstoff gegen eine Viruspandemie forscht, muss die Stadt verlassen, nachdem diese überrannt worden ist. Sie gelangt nach Los Angeles, wo ihr Mann David und ihre Tochter Megan im gemeinsamen Zuhause noch ausharren. Lauren erhält von Dr. Greer, dem für ein Labor in L.A. verantwortlichen Virologen, den Auftrag, eine Gruppe Nichtinfizierter aus einer Schule zu evakuieren. Er stellt ihr den Fahrer Wheeler, die Navigatorin Denise sowie den Schützen Gunner zur Seite und das Quartett bricht in einem Schulbus in Richtung ihres Ziels auf.
Bereits im Vorfeld wurde Lauren mit den fünf verschiedenen Stadien der Infektion, unterteilt in Level, in Form von in Zellen untergebrachten Pandemieopfern vertraut gemacht. Greer erklärt, dass lediglich Level-1-Infizierte noch heilbar seien und Lauren aufgrund ihrer Tätigkeit als Wissenschaftlerin als einziges Mitglied ihres Trupps im Falle einer Infektion gerettet würde. Während Lauren mit eher gemischten Gefühlen von der Gruppe aufgenommen wird, versucht sie immer wieder, mithilfe eines Satellitentelefons Kontakt zu ihrer Tochter aufzunehmen. Ihre Furcht wird größer, als der Rest der Gruppe sich aufgrund der hohen Konzentration an hochgradig Infizierten weigert, durch die Vororte zu fahren, wo Laurens Familie sich noch aufhält.
Der Bus gerät in einen Hinterhalt, als eine an einen Gullydeckel gekettete Frau gerettet werden soll und einige verhungernde Nichtinfizierte angreifen. Lauren wird hier das erste Mal konsequent tätig und tötet einen der Männer. Als man später am Straßenrand einen weiteren Bus aus dem Camp entdeckt, betritt Gunner diesen allein und findet, wie er erwartet hat, seine Frau und den Rest ihrer Gruppe tot auf. An der Schule angekommen, gelingt es Lauren, mithilfe des Mobiltelefons eines Toten ihre Tochter zu erreichen. In der Turnhalle der Schule lassen sich weiterhin nur Leichen auffinden. Doch einige erheben sich plötzlich und eröffnen die Jagd auf Lauren und ihr Team. Durch ein Fenster im ersten Stock können alle bis auf Gunner fliehen, der den Infizierten zum Opfer fällt.
Lauren und Denise schlagen sich allein zu einem Laden durch, nachdem sich Wheeler von ihnen getrennt hat. Lauren gesteht Denise, dass sie in Wahrheit keine Wissenschaftlerin sei, Rebecca Thomas heiße und der wahren Lauren Chase in New York ihren Ausweis gestohlen habe. Als die beiden von einem Level-5-Infizierten angegriffen werden, werden sie von Wheeler gerettet. Dieser hat eine Wunde am Bauch und wurde infiziert, weshalb er sich schließlich seines Schutzanzugs inklusive Helm entledigt. Rebecca versichert ihm, dass er gerettet werden könne, und die drei brechen in Richtung einer Tiefgarage auf, um Dr. Ward zu treffen, zu dem Wheeler Kontakt aufgenommen hat. Auf dem Weg dorthin wird Denise tödlich von einem Auto verletzt, als sie ein Foto ihres verstorbenen Sohnes von der Straße aufheben will. Wheeler schließt einen Krankenwagen kurz, um Ward und einer Gruppe Überlebender die Flucht zu ermöglichen. Doch Ward, der selbst mit der wahren Lauren Chase zusammengearbeitet hat, entlarvt Rebecca als Betrügerin und lässt sie und Wheeler zurück.
Knapp können die beiden einer nahenden Gruppe Infizierter mit einem weiteren Krankenwagen entfliehen und erreichen Rebeccas Zuhause. In der Garage findet sie ihren Mann David tot im Kofferraum seines Wagens vor, Megan ist jedoch wohlauf. Mithilfe eines Moskito genannten Schnelltestgeräts analysiert Rebecca das Blut ihrer Tochter, verschweigt dieser jedoch, dass sie bereits infiziert ist. Auf der anschließenden Flucht kommt auch Wheeler zu Tode und Rebecca zieht ihrer infizierten Tochter ihren Schutzanzug an. Als sie am Tor zum Camp ankommen, schließen weitere Infizierte auf und es kommt zu einem Kampf zwischen diesen und den das Camp bewachenden Soldaten. Rebecca wird getroffen und bleibt auf dem Boden liegen, wohingegen Megan, die den Ausweis von Lauren Chase bei sich trägt, als diese identifiziert und hereingeholt wird.

## Hintergrund
Der Film wurde komplett aus der Egoperspektive mithilfe von Helmkameras gedreht; ein Kameramann und eine weibliche Kollegin waren so jeweils für die Aufnahmen ihrer jeweiligen Geschlechtsgenossen verantwortlich.

## Rezeption
Die Kritiker des Portals Rotten Tomatoes vergaben eine Wertung von 44 %, dessen Nutzer hingegen eine von 73 %.
Dennis Harvey vom Magazin Variety bezeichnete Pandemic als B-Movie und bemängelte den Einsatz der Helmkameras. Deren Einsatz sei im Jahr 2016 nichts Innovatives mehr gewesen und beispielsweise Hardcore Henry hätte deutlich gemacht, was man mit ihrer Hilfe hätte darstellen können. Nach Harveys Meinung hätte Pandemic besser funktioniert, wäre er mit normalen Kameras gedreht worden. Er lobte hingegen, dass die Handlung nicht vor exzessiver Gewalt strotze, kritisierte aber im selben Atemzug Phasen von Spannungsabfall sowie Logikfehler.
Christoph Petersen von filmstarts.de bewertete Pandemic mit 1,5 von 5 Sternen. Er sprach von „steifen Schauspielern, hölzernen Dialogen“ sowie „aufgesetzten Konflikten“ und nannte als einziges Alleinstellungsmerkmal unter einer Vielzahl von Filmen mit ähnlicher Rahmenhandlung den Einsatz der Helmkameras.

## Veröffentlichung
Die deutsche Erstaufführung fand auf dem Fantasy Filmfest 2016 statt, in den deutschen Kinos lief der Film hingegen nicht.